# Fredrik Solvang
Fredrik Solvang, född 17 maj 1977, är en norsk journalist och programledare. Han är bland annat känd som programledare för debattprogrammen Debatten (NRK)(no) och Dagsnytt Atten.

## Biografi
Solvang är adopterad från Sydkorea och växte upp i samhället Setermoen i Troms fylke i norra Norge. Han har varit styrelseledamot i SKUP - Stiftelsen for en Kritisk og Undersøkende Presse(no).
Han är sedan 2018 och alltjämt (2025) programledare för NRK:s debattprogram Debatten (NRK)(no).
Solvang har vunnit det norska TV-priset Gullruten åren 2020, 2023 och 2024.
- 2020 – Bästa programledare - nyheter, sport eller aktuellt[10]
- 2023 – Bästa programledare - nyheter, sport eller aktuellt[11]
- 2024 – Bästa programledare - reality, livsstil och aktuellt[12]